# Porcelain Black
Porcelain Black, pseudonimo di Alaina Marie Beaton (Detroit, 1º ottobre 1985), è una modella e cantautrice statunitense. Dopo aver pubblicato un album nel 2007 via Virgin Records, ha avuto un periodo di forte attenzione mediatica nel 2011 grazie alla pubblicazione di singoli molto discussi ma che non riuscirono a conquistare un reale successo commerciale.

## Carriera
Ha iniziato la sua carriera a 18 anni con lo pseudonimo Porcelain and the Tramps lavorando per la Virgin Records. Tuttavia Porcelain e la sua casa discografica non erano d'accordo sul tipo di musica da registrare, così, dopo tre anni, decide di lasciarla. Grazie al suo MySpace, nel quale la cantante ha pubblicato le sue canzoni, riceve milioni di ascolti e numerosi consensi su Internet al punto di riuscire, alla fine del 2009, a firmare un contratto con il produttore RedOne e la sua etichetta discografica 2101 Records. Ha inoltre collaborato come autrice di canzoni per Belinda Peregrín Schull, One Direction, Orianthi, The Used e Ashley Tisdale.
Nel 2010 è comparsa nel video di Get Away With Murder di Jeffree Star.
Nel marzo del 2011, con lo pseudonimo Porcelain Black, pubblica su YouTube il video del suo primo singolo This Is What Rock n' Roll Looks Like in collaborazione con Lil Wayne. Il secondo singolo viene pubblicato a fine 2011, ed è intitolato Naughty Naughty. I due singoli non ottengono particolare rilevanza mediatica, data la poca promozione avvenuta e seppure Porcelain Black si sia esibita in vari locali in giro per gli Stati Uniti. Il debutto dell'artista in televisione avviene il 21 luglio 2011 con una performance di This Is What Rock n' Roll Looks Like al David Letterman Show.
Con RedOne la cantante avrebbe dovuto pubblicare il suo primo album da solista, Mannequin Factory, che però, dopo varie posticipazioni, non è mai stato rilasciato.
Nel 2012 viene scelta per un cameo nel film Rock of Ages e appare nel videoclip di Freedom at 21 di Jack White; fa inoltre il suo debutto da modella alla sfilata P/E di Falguni and Shane Peacock.
Nell'estate 2013 tiene un concerto privato a West Hollywood in cui canta alcune nuove canzoni (Mama Forgive Me, Rich Boi, One Woman Army, How Do You Love Someone, Pretty Little Psycho) che avrebbero dovuto anticipare l'uscita di un nuovo album. One Woman Army ha riscosso un discreto successo in Francia, arrivando a posizionarsi al primo posto su iTunes. Con tale canzone Porcelain si esibisce in seguito ad alcuni festival in Spagna e in Francia. Anche questa volta però il progetto di un album solista non vedrà mai la luce.
Tra il 2014 e il 2015 Porcelain Black e RedOne decidono di interrompere definitivamente la loro collaborazione, in seguito a numerosi diverbi verificatisi tra i due e la cantante abbandona la 2101 Records. Tramite i social media annuncia quindi che si prenderà una pausa dalla musica finché non si sentirà nuovamente pronta "mentalmente" e "fisicamente" a ricominciare.
Pur rispondendo varie volte ai fan su Instagram che avrebbe ripreso l'attività musicale pubblicando nuove canzoni indipendentemente, a maggio 2016, ha annunciato la sua volontà di ritirarsi definitivamente dal mondo della discografia.
L'11 agosto 2020 ha annunciato sui social il proprio imminente ritorno sulle scene. Il 3 dicembre 2020 ha iniziato a pubblicare nuove canzoni, rilasciandole in esclusiva sulla piattaforma YouTube.

## Stile
Porcelain Black è diventata inizialmente famosa soprattutto per i suoi capelli bicolori biondi e neri, la sua voce graffiante e gli "urli" stile heavy metal presenti in alcune sue canzoni. Lei stessa si è più volte definita musicalmente come "la figlia di Marilyn Manson e Britney Spears", suoi grandi idoli insieme al rapper Eminem.
Quando le è stato chiesto il perché del nome Porcelain Black (in italiano: Porcellana Nera) la cantante ha risposto: "[...] Ho scelto un nome che integrasse il buono e il cattivo, il bianco e il nero, i lati diversi della personalità."
Nel 2012 abbandona definitivamente il look con i capelli biondi e neri, sostenendo sui social media di non volerseli mai più tingere in tal modo.

## Vita privata
Oltre ad aver avuto una relazione con Bam Margera, ad aprile del 2012 si è sposata con il modello Bradley Soileau, apparso nei video di Born to Die e Blue Jeans di Lana Del Rey. I due hanno divorziato nel 2014.

## Discografia

### Album in studio
- 2007 – Porcelain and the Tramps (pubblicato come Porcelain and the Tramps)

### EP
- 2017 – 313

### Mixtape
- 2021 – Thorns

### Singoli
- 2011 – This Is What Rock n' Roll Looks Like (con Lil Wayne)
- 2011 – Naughty Naughty
- 2014 – One Woman Army

## Tournée
- 2008 – I Am Music Tour (Lil Wayne) - artista d'apertura

## Filmografia
- Rock of Ages, regia di Adam Shankman (2012) - cameo